# São Miguel (Rio Grande do Norte)
São Miguel est une municipalité brésilienne située dans l'État du Rio Grande do Norte.